# Prenilación
Prenilación, isoprenilación o lipidación es la adición de moléculas hidrofóbicas a una proteína. Los grupos prenilo (3-metil-2-buten-1-il) facilitan la unión a las membranas celulares, similar a los anclajes lipídicos como el anclaje GPI, aunque falta evidencia en este sentido. Los grupos prenilo han resultado ser importantes para la unión proteína-proteína.

Grupo prenilo

## Prenilación proteica
La prenilación proteica involucra la transferencia de un farnesilo o de una fracción geranilo-geranilo a la cisteína terminal de la proteína. Hay tres enzimas que catalizan la prenilación en la célula.
Farnesiltransferasa y geranilgeraniltransferasa I
La farnesiltransferasa y la geranilgeraniltransferasa I son proteínas muy similares. Están formadas por dos subunidades, la subunidad alfa, que es común para ambas enzimas, y la subunidad beta, cuya identidad de secuencias es tan solo del 20%. Estas enzimas reconocen la caja CaaX en la C-terminal de la proteína. C es la cisteína que es prenalizada, a es cualquier aminoácido alifático, y la identidad de X determina que enzima actúa sobre la proteína. Un artículo publicado en la revista Genome Biology en 2005 informa sobre el perfeccionamiento de los métodos de detección computarizada para identificar los motivos de la prenilación proteica y el establecimiento de un servicio de análisis en línea llamado “PrePS”.

Rab geranilgeranil transferasa
Rab geranilgeraniltransferasa, o geranilgeraniltransferasa II, transfiere normalmente dos grupos geranilgeranil a la cisteína terminal de las proteínas Rab. La C-terminal de las proteínas Rab varía en longitud y secuencia, es hipervariable. De esta forma, las este tipo de proteínas no tienen una secuencia común, como era el caso de la caja CAAX, la cual puede ser reconocida por la Rab geranilgeraniltransferasa. En vez de eso, las proteínas Rab son unidas por una proteína (REP) en una región más conservada de proteínas Rab y luego son expuestas a la Rab geranilgeraniltransferasa. Una vez las proteínas Rab están prenilizadas el anclaje lipídico hace que las proteínas Rab no vuelvan a ser solubles. REP, por lo tanto, desempeña un papel importante en la unión y la disolución de los grupos geranilgeranil y conduce las proteínas Rab a la membrana de la célula.
Ambas cadenas isoprenoides, geranilgeranil pirofosfato (GGPP) y farnesil pirofosfato son productos de la vía de la HMG-CoA reductasa. El producto de la HMG CoA reductasa es el mevalonato. Combinando precursores con 5 carbonos, la vía produce geranil pirofosfato (10 carbonos), farnesil pirofosfato (15 carbonos) y geranigeranil pirofosfato (20 carbonos). Dos grupos farnesil pirofosfato pueden combinarse para formar escualeno, precursor del colesterol. Esto significa que las estatinas, que inhiben la HMG CoA reductasa, inhiben la producción de colesterol e isoprenoides.
Hay que tener en cuenta que en la HMG CoA reductasa, ruta del mevalonato, los precursores ya contienen un grupo pirofosfato y los isoprenoides son producidos con un grupo pirofosfato. No hay ningún mecanismo conocido para la adición de un grupo pirofosfato a la forma alcohólica de los isoprenoides (farnesol y geranilgeraniol), y no se conoce la actividad de la enzima que puede llevar a cabo la reacción de prenilación con un alcohol isoprenoide. Sin embargo, el farnesol ha demostrado ser capaz de eliminar efectos causados por las estatinas, lo que sugiere que los alcoholes pueden participar en la prenilación.
Las proteínas que son objeto de la prenilación incluyen las Ras, que desempeñan un papel fundamental en el desarrollo del cáncer. Esto sugiere que los inhibidores de las enzimas de prenilación (la farnesiltransferasa, por ejemplo) pueden influir en el crecimiento del tumor. Investigaciones recientes han demostrado que los inhibidores de farnesil (FTI) también inhiben la Rab geranilgeraniltransferasa y que el éxito de estos inhibidores en los ensayos clínicos puede ser debido tanto a los efectos sobre la prenilación de las Rab como sobre la de las Ras.
Los FTI también pueden ser utilizados para inhibir la farnesilación en parásitos como la malaria. Los parásitos parecen ser más vulnerables a la inhibición de la farnesil transferasa que los seres humanos. En algunos casos esto puede ser debido a la falta de geranilgeraniltransferasa I. Por lo tanto, esto podría posibilitar el desarrollo de drogas antiparasititarias. Además, los FTI han mostrado cierta eficacia en el tratamiento de un modelo de ratón con progeria y, en mayo de 2007, se inició un ensayo clínico de fase II usando el FTI lonafarnib en niños con progeria.